# Hans G. Kresse
Hans Georg Kresse (Amsterdam, 3 december 1921 – Doorwerth, 12 maart 1992) was een Duitse striptekenaar in Nederland. Zijn beroemdste reeks was Eric de Noorman.

## Biografie
Hans G. Kresse had een Duitse vader en een Nederlandse moeder. Hij begon zijn tekencarrière op 16-jarige leeftijd toen hij in 1938 in het maandblad van de Nederlandsche Padvinderij De Verkenner debuteerde met het verhaal Tarzan van de apen. Hij moest in 1941 bij de Wehrmacht in Duitsland in dienst, werd echter in 1942 ontslagen en ging in Nederland een opleiding tot striptekenaar volgen, met als verplichting dan in dienst te treden bij de nationaalsocialistische filmonderneming Nederland-Film in Den Haag, maar dat werd in 1943 een gelieerd bedrijf, Tekenfilmstudio E. van Putten. Daarna trad Kresse in dienst bij de Studio's van Marten Toonder. Hij werkte er onder meer mee aan de antisemitische tekenfilm 'Van den Vos Reynaerde' naar het gelijknamige boek van de NSB'er Rob van Genechten. Ook verschenen er twee verhalen van zijn hand - onder het pseudoniem T. Zwart - over de Germaanse held 'Siegfried' in het nationaalsocialistische tijdschrift Jeugd.
Marten Toonder was indertijd bezig met het opzetten van een stripserie voor de jeugd met als hoofdfiguur een witte kater die Tom Poes zou gaan heten. Kresse ontmoette hem en dat stimuleerde Kresse om door te gaan met tekenen en publiceren. In de oorlog duikt Kresse onder in de Toonder Studio's en hij bedenkt samen met Marten Toonder een strip over een viking die verzeild raakt in een mythologische wereld. De eerste tekeningen van Eric de Noorman dateren van 1943, maar het was in de oorlog vrijwel onmogelijk om strips gepubliceerd te krijgen. Hij ontmoette in die tijd ook Han van Gelder en samen werken ze aan Per atoomraket naar Mars en Ditto. Als de oorlog voorbij is worden deze verhalen in de zomer van 1945 gepubliceerd.
De tekststrip Eric de Noorman verscheen voor de eerste keer op 5 juli 1946 in de Vlaamse krant Het Laatste Nieuws. Deze krant zou daarmee doorgaan tot en met verhaal 67 in 1964. De meeste verhalen werden van 1948-1962 gebundeld uitgegeven in kleine (zogenaamde oblong) boekjes. Het bijzondere van deze serie is dat de held van het verhaal, de Noormannen-koning Eric, gaandeweg ouder wordt. Zijn zoon Erwin wordt koning van de Gotodin (Votadini) in Schotland.
In 1966 hervatte Kresse de serie met de avonturen van Erwin, de zoon van Eric de Noorman, in de vorm van een ballontekststrip in het weekblad Pep. Vader en zoon beleefden tot 1975 nog enkele spannende avonturen.
De verhalen van Eric de Noorman zijn tussen 1976 en 1991, en opnieuw tussen 1998 en 2011, compleet uitgegeven in een luxe boekuitgave door  Uitgeverij Panda.
Kresse werkte aanvankelijk voor de Toonder Studio's. Hij tekende voor het Tom Poes Weekblad onder meer de mythische avonturen van Xander (1947-1948) en de strip Detective Kommer (1947-1948). Ook verhalen van Eric de Noorman verschenen in dit weekblad.
Naast het epische werk Eric de Noorman maakte Kresse de  stripseries Robby (1945-1946) en Vidocq (1965-1970). Ook schreef en tekende hij  van 1973-1982 een Indianen-reeks waarin de authentieke cultuur van de indianen aan bod kwam (de Indianenreeks). In deze verhalen zette Kresse zich krachtig af tegen de houding van de blanken ten opzichte van de Noord-Amerikaanse indianen.
Naast zijn stripverhalen verzorgde Kresse duizenden illustraties in onder meer de Arendsoog-boeken en weekbladen als Panorama, Margriet, Donald Duck en Pep.
In 1976 kreeg hij voor zijn gehele oeuvre de Stripschapsprijs en een jaar later werd hij in Frankrijk onderscheiden met de Prix Alfred. In 1990 werd de stichting De Kresse-kring opgericht die zich ten doel stelde het werk van Kresse voor het nageslacht te bewaren en publicaties te verzorgen.
Hans G. Kresse ligt op de Algemene Begraafplaats Oosterbeek begraven. Zijn grafsteen was door de weelderige plantengroei toegedekt. Op 3 december 2021 was het 100 jaar geleden dat Kresse was geboren. Door de erven is het graf daarom in zijn oude staat hersteld. Er werden onder andere drie kaarsjes aangebracht en door Hans Matla en Lex Ritman is een bloemstuk geplaatst.
Op 16 mei 2016 is een zeldzaam 'proef'exemplaar van het stripalbum 'De grote otter' (1946) bij veilingwebsite Catawiki geveild voor een recordopbrengst van 6000 euro. Daarmee is deze strip het duurste Nederlandse album ooit. Het album uit 1946 is nooit op de markt verschenen en voor zover bekend bestaan er maar twee exemplaren.

## Stripcreaties
- Tarzan van de apen (1938-1940), boekuitgave 1983
- Tom Texan (1940-1941), boekuitgave 1983
- Siegfried (1943-1944), boekuitgave 1990
- Robby (1945-1946), boekuitgave 1986
- De avonturen van Ditto: Ditto en de draak in de grot (1945), idee en tekst Han van Gelder
- Per atoomraket naar Mars (1945), boekuitgaven 1945, 1948, 1986
- De gouden dolk (1946), boekuitgaven 1946, 1948, 1976
- Eric de Noorman (1946-1964), boekuitgaven vanaf 1948
- De grote otter (1946), boekuitgaven 1946, 1953, 1994
- Xander (1947-1948), boekuitgaven 1974, 1990
- Detective Kommer (1947-1948), boekuitgaven 1949, 1950
- Matho Tonga (1948-1954), boekuitgave 1977
- Simson, Richteren 13-16 (1949), boekuitgave 2019
- De zoon van het oerwoud (1954), boekuitgave 1994
- Het Schatteneiland (1954), boekuitgave 1994
- Roland de Jonge Jager (1957)
- Pim en de Venusman (1959-1960)
- Zorro (1964-1967), boekuitgaven 1974, 2005
- De boogschutter (1965)
- Spin en Marty (1965)
- Bonanza  (1965-1966), boekuitgave 2007
- Vidocq (1965-1970) en (1986-1988), boekuitgaven 1970, 1977, 1978, 1980, 1990, 1991, 1995
- Erwin, de zoon van Eric de Noorman (1966-1975), boekuitgaven 1970, 1973 (2 boeken)
- Minimic (1970)
- Mangas Coloradas (1971-1972), boekuitgaven 1973, 1993
- Wetamo (1972-1973), boekuitgaven 1973, 1992
- Indianenreeks: reeks stripboeken over de geschiedenis van de indianen in Noord-Amerika (1973-1982), waaronder:
  - deel 1: De Meesters van de Donder (1973, 1979)
  - deel 2: De Kinderen van de Wind (1973, 1979)
  - deel 3: De Gezellen van het Kwaad (1974, 1979)
  - deel 4: De Zang van de Prairiewolven (1974, 1979)
  - deel 5: De Weg van de Wraak (1975, 1978)
  - deel 6: De Welp en de Wolf (1976)
  - deel 7: De Gierenjagers (1978)
  - deel 8: De Prijs van de Vrijheid (1979)
  - deel 9: De Eer van een Krijger(1982)
  - deel 10: De Lokroep van Quivera (niet afgemaakt), boekuitgave 2001
- Alain d'Arcy (1976-1978), boekuitgaven 1979, 1980, 1980/1981

## Biografie van Hans G. Kresse
Onder de titel De kunst van Kresse verscheen in 2024 bij Kresse Museum de genoemde biografie. Rob van Eijck en
Rutger Zwart hadden in samenwerking met velen op 463 pagina's tot in detail de meesterhand van Kresse tot leven
gebracht. Een accent viel vanzelfsprekend op de strip  Eric de Noorman. Hierbij was het geïllustreerde verhaal De jeugd van Eric de Noorman een belangrijke aanvulling. Als afsluiting op de korte bespreking van het boek twee correcties:
op pagina 107 is de juiste chronologie: Hans G. Kresse, Dick de Wilde en Gerrit Stapel ten aanzien van De Jeugd van Eric
de Noorman en op bladzijde 355 is de correcte datering bij de illustratie rechts boven: 1979.